# Gustaf Petterson
Ej att förväxla med arkitekten Gustaf Pettersson (1887-1925) vid Stockholms fastighetskontor
Gustaf Emil Nikolaus Petterson, född 10 augusti 1855 i Visby landsförsamling, Gotlands län, död 21 augusti 1933 i Lidingö församling, Stockholms län, var en svensk arkitekt. Petterson var far till arkitekten Nils G:son Friberg.

## Liv och verk
Petterson utexaminerades från Kungliga tekniska högskolan 1880 och studerade vid Kungliga Akademien för de fria konsterna 1880–1882. Åren 1882–1883 studerade han vid Kaiserliche und königliche Akademie der bildenden Künste i Wien (främst vid Friedrich von Schmidts specialskola för medeltidsarkitektur). Han blev e.o. arkitekt vid Överintendentsämbetet 1882, tjänstgjorde som arkitekt i Domänstyrelsen 1886–1908, var värderingsman vid Stockholms stads brandförsäkringskontor 1894–1917, blev assistent i Överintendentsämbetet 1902, intendent där 1907 och var byggnadsråd 1918–1922. 
Petterson ledde restaureringarna av Visby domkyrkas inre 1890–1892 samt Vadstena klosterkyrka 1892–1898 och lämnade därtill förslag till kyrkorestaureringar Rinkaby kyrka 1896, Sorunda kyrka 1897, Grangärde kyrka 1898 och Jäders kyrka 1900. Petterson ritade därtill om- och tillbyggnader av kyrkor i Knivsta 1890, Lunda 1893, Hörby 1894, Kopparberg i Falun 1895, Arjeplog 1895, Kil 1896, Gudhem 1897, Hångsdala 1898, Bettna 1899, Norberg 1901, Helgestad 1901, Sala landsförsamling 1902 med tornöverbyggnad 1914, 
Bland nya kyrkor märks Björnekulla kyrka 1885, Västra Sönnarslövs kyrka 1888, Sura kyrka 1889, Vallsjö nya kyrka 1890, Duveds kyrka 1891–1894, Hällestads kyrka 1893, Tärna kyrka 1894, Boxholms kyrka 1895–1897, Flakebergs kyrka 1898–1899, Sankt Ibbs nya kyrka 1898–1899  och Norra Solberga nya kyrka 1898–1900.
Petterson svarade för ominredningen av Överintendentsämbetet sessionssal 1905 samt Brandkontorets dito 1912. Han skapade normalritningar för folkskolor 1883–1911, Folkskoleseminarium på Maria Prästgårdsgata 9 (nuvarande Björngårdsskolan) i Stockholm 1904 och förslag till Ahlströmska skolan 1918. Ahlströmska skolan, som senare blev Nya Elementarskolan för flickor, på Kommendörsgatan 31 i Stockholm byggdes 1926. De tidigare ritningsplanerna sköts upp och uppdraget att rita färdigt skolan gick senare till arkitekt Albin Stark. Gustaf Petterson ritade villor med ateljéer för konstnärerna Gottfrid Kallstenius i Storängen, Nacka 1906 (se Villa Kallstenius), Alfred Bergström i Tullinge 1907 samt Vilhelm Behm i Rönninge 1907.
Gustaf Petterson är begravd på Lidingö kyrkogård.

## Bilder

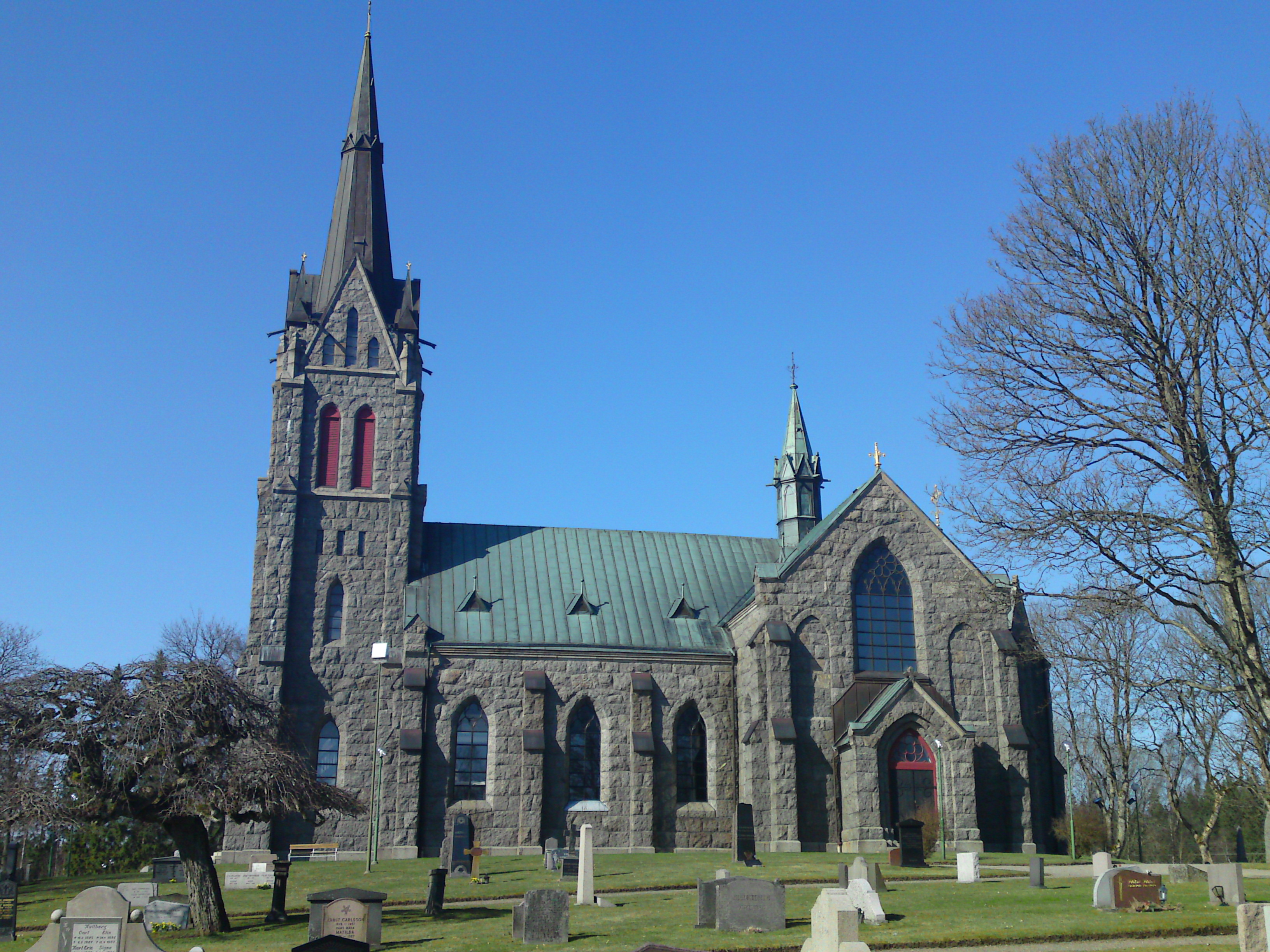
Vallsjö nya kyrka
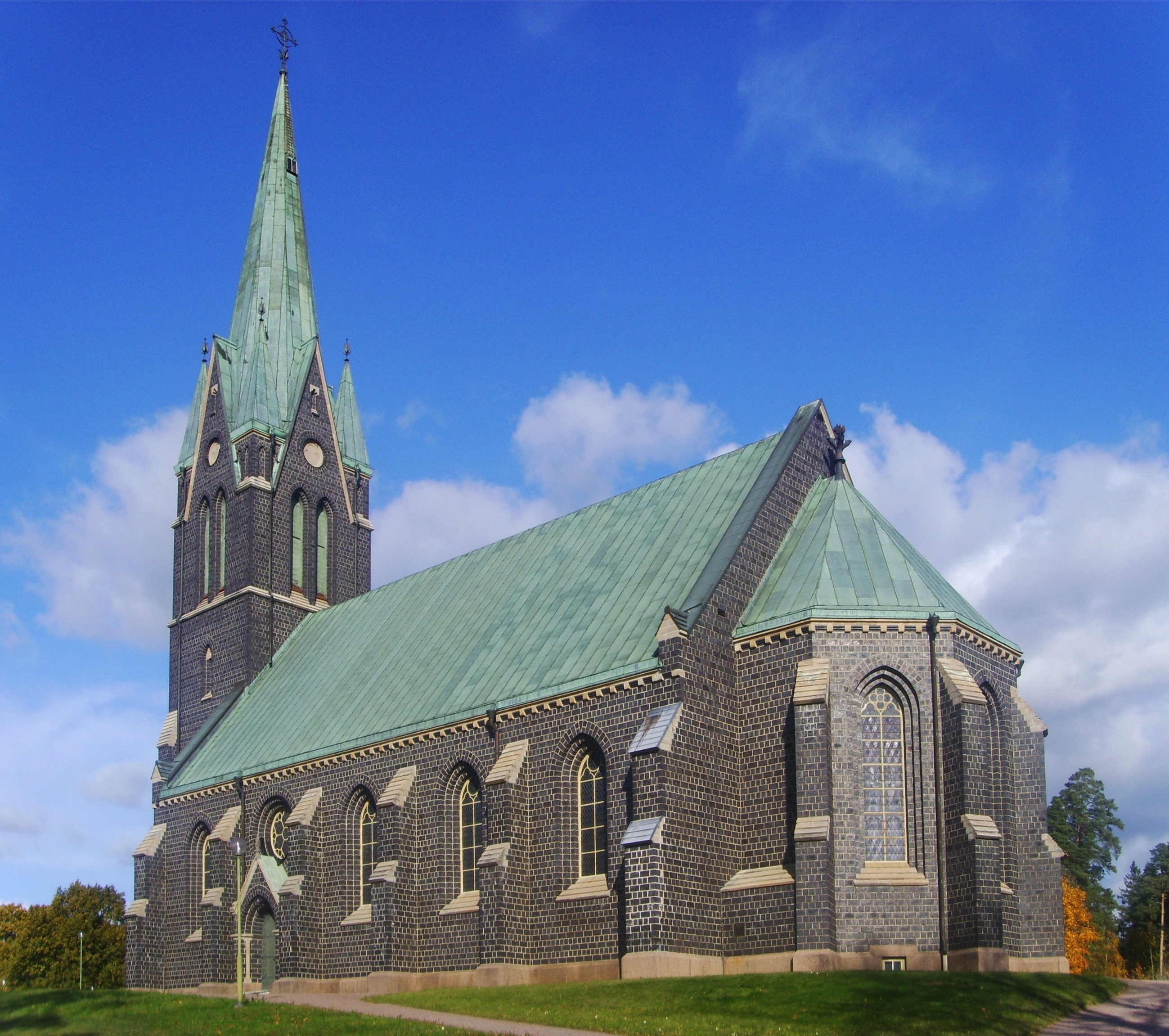
Boxholms kyrka
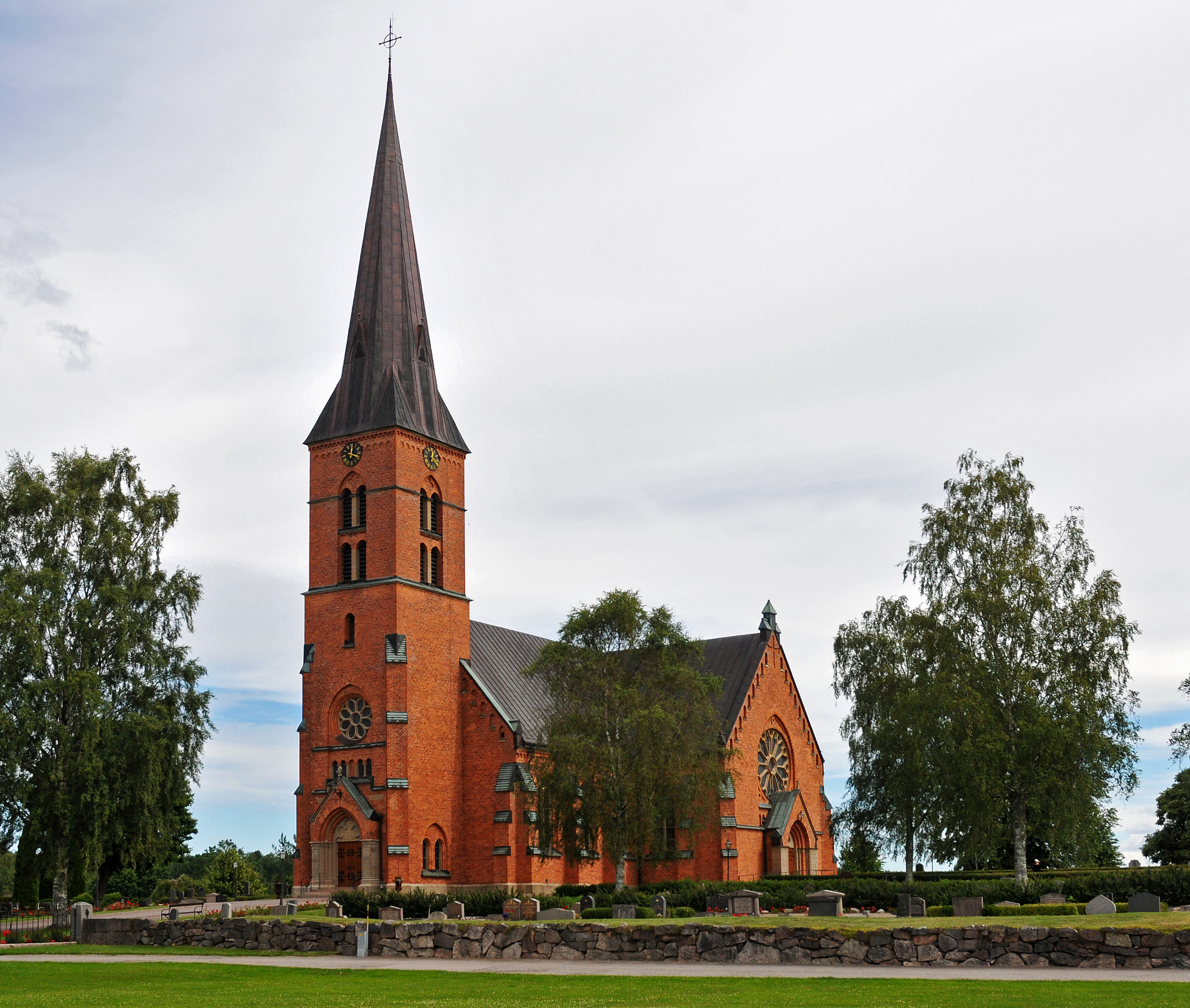
Hällestads kyrka
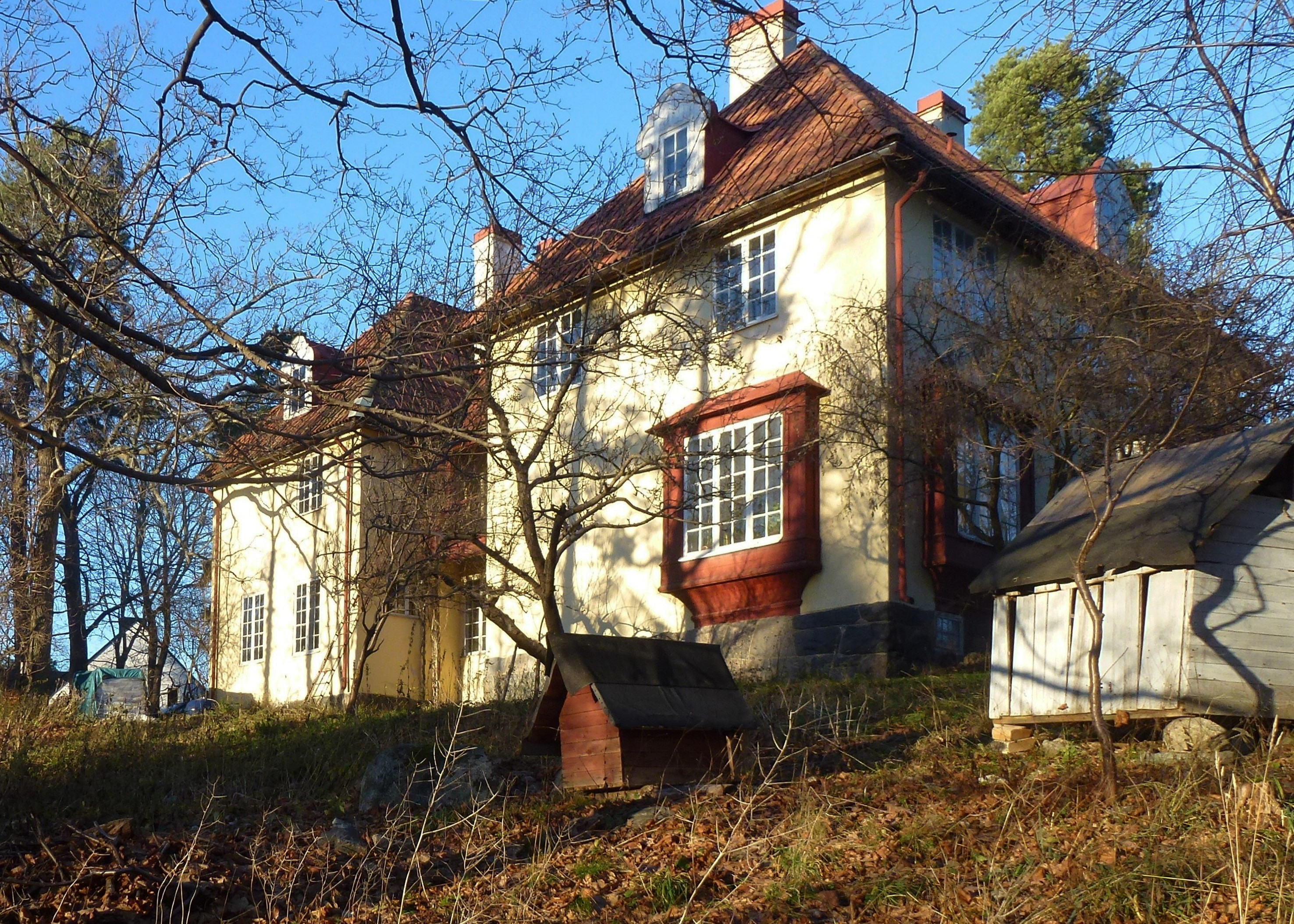
Villa Kallstenius
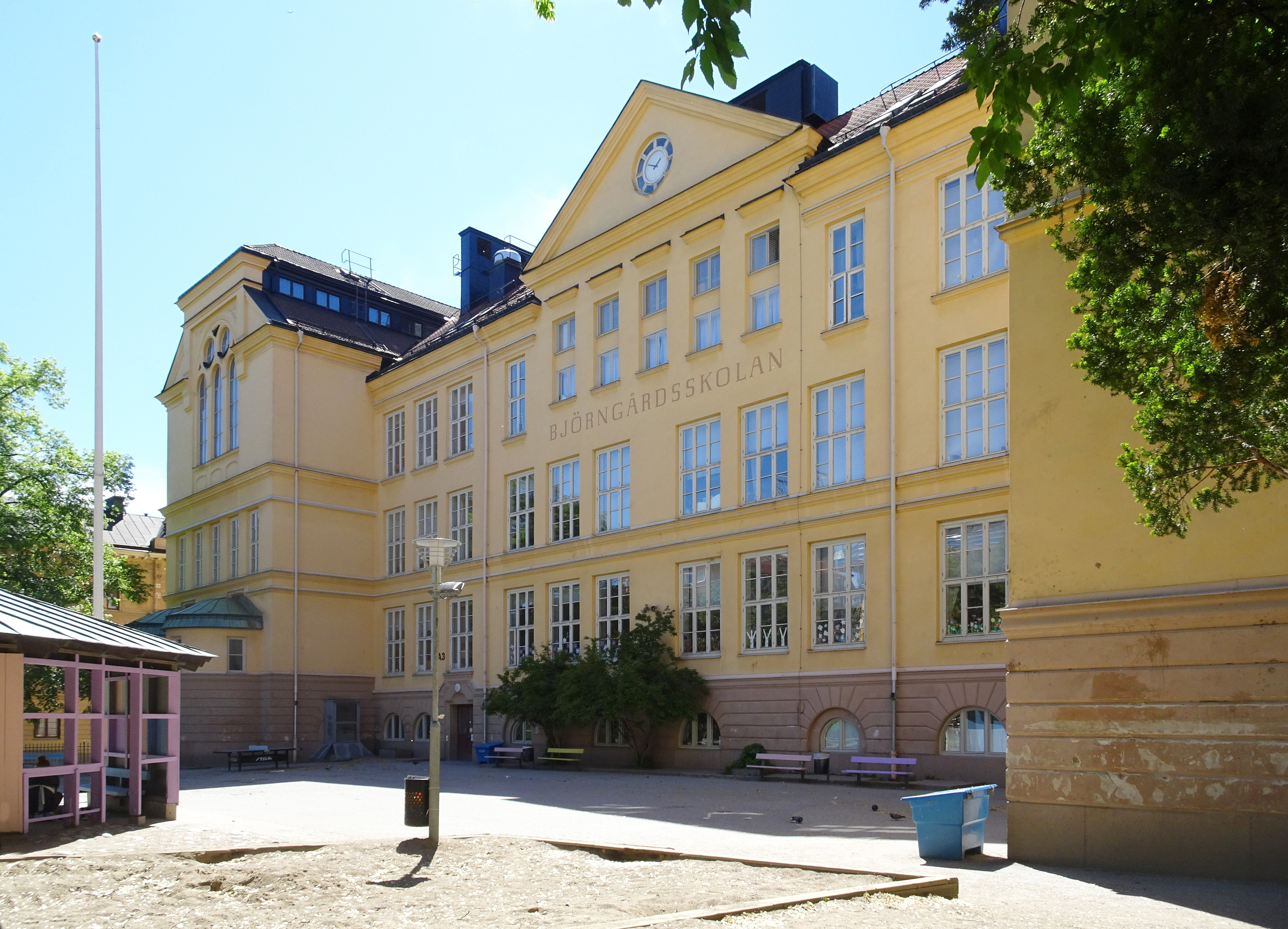
Björngårdsskolan